# Gestión de la presencia en línea
La gestión de presencia en línea es el proceso de presentar y atraer tráfico a una marca personal o profesional en línea. Este proceso combina diseño y desarrollo web, blogs, optimización de motores de búsqueda, marketing de pago por clic, gestión de reputación, listados de directorios, redes sociales, intercambio de enlaces y otras vías para crear una presencia positiva a largo plazo para una persona, organización o producto en buscadores y en la web en general. 
La gestión de presencia en línea es distinta de la gestión de presencia en la web, ya que la primera es generalmente una disciplina de marketing y mensajería, mientras que la segunda es la disciplina de gobernanza, gestión de riesgos y cumplimiento (GRC). 

## Teoría de la gestión de presencia en línea
Debido a la naturaleza cambiante del uso de internet, un sitio web por sí solo no es suficiente para promocionar la mayoría de las marcas. Para mantener una presencia en la web y el reconocimiento de marca, las personas y las empresas deben utilizar una combinación de herramientas sociales como Google Maps, Facebook, Twitter, Instagram, Flickr, YouTube y Pinterest, así como cultivar la presencia de la marca en aplicaciones móviles y otras bases de datos en línea. 
El proceso de gestión de presencia en línea comienza por determinar los objetivos que definirán una estrategia en línea. Una vez puesta en práctica esta estrategia, es necesario un proceso continuo y constante de evaluación y ajuste para impulsar la presencia en línea hacia los objetivos identificados.
Una estrategia de gestión de presencia en línea tiene varias partes. En general, esto incluirá la ubicación en el motor de búsqueda (asegurándose de que la marca aparezca alta en los resultados del motor de búsqueda cuando el usuario final tenga una consulta relevante), monitorizando la discusión en línea sobre la marca y analizando la presencia web general de la marca.

## Elementos de gestión de presencia en línea
El perfil o reputación en línea es una suma de múltiples actividades y plataformas. Incluye las siguientes:  

### Gestión de la cartera web
El portafolio en línea ayuda a construir la visibilidad de una marca o individuo. Funciona como un centro centralizado para todas las actividades relacionadas con la marca e incluye información de contacto sobre la marca (historia, visión, etc.) y un escaparate de productos. La forma más común de cartera es el sitio web. Un sitio web, generalmente construido en el mismo dominio que el nombre de la marca, representa a la empresa / persona en toda la web. 
Sin embargo, también hay sitios de la cartera web basados en nichos que ayudan a las marcas a llegar a un público más específico a través de funciones especialmente diseñadas y detectar galerías para presumir sobre su trabajo y logros. 

### Blog
Un blog proporciona a la marca una forma de expresarse. Permite que la marca hable y se escuche su voz / opinión sobre cualquier tema que elija. Los blogs pueden promover una marca a través de la generación de contenido consistente e interesante asociado con una marca en particular o la marca del mercado que atiende. Los blogs se pueden crear en el sitio web o en plataformas de terceros como LinkedIn, Facebook, Instagram, Quora, Wordpress, Blogger.com y Medium, etc. Además del blogging convencional, el microblogging habilitado en las redes sociales (a través de servicios como Twitter y Tumblr) es particularmente efectivo para establecer un nombre de marca y generar reconocimiento a través de la interacción con las masas. También es una forma rápida de responder a las quejas y consultas relacionadas con la marca. 

### Posicionamiento en buscadores (SEO)
La optimización de motores de búsqueda es una de las técnicas más populares para generar tracción y convertir una página web en una máquina de generación de ingresos. La optimización de motores de búsqueda o SEO permite a empresas o individuos: 
1. Identificar las palabras clave que puedan atraer clientes potenciales o público a su sitio web
2. Incrustar esas palabras clave en el contenido web, de forma natural y con valor agregado
3. Permitir que los motores de búsqueda rastreen la página web e indexen todo el contenido

Los motores de búsqueda usan un rastreador para recopilar listados al "rastrear" automáticamente la web. La araña web sigue enlaces a páginas web, hace copias de las páginas y las almacena en el índice del motor de búsqueda. Según estos datos, los motores de búsqueda indexan las páginas y clasifican los sitios web en consecuencia. Los principales motores de búsqueda que indexan páginas con arañas son Google, Yahoo, Bing, AOL y Lycos . 
Algunos métodos que contribuyen a optimizar una página web para el motor de búsqueda incluyen: 
- Creación de enlaces, es decir, creación de enlaces relevantes y naturales para el sitio web.
- Creación de contenido excelente, optimizado para palabras clave.

### Publicidad en Internet
La publicidad en internet es una forma de difusión y promoción de productos, ideas o servicios que utiliza internet para atraer clientes. La publicidad en internet ha superado a otros medios publicitarios tradicionales como periódicos, revistas y radio. La publicidad en internet se dirige a los usuarios interesados en palabras clave relevantes y muestra un anuncio de texto o imagen junto a los resultados de búsqueda o en las redes sociales. 

### Gestión de la reputación
La gestión de la reputación es el proceso de monitorizar acciones y opiniones, buscando revisiones positivas y negativas que reflejen la opinión de los usuarios sobre cualquier servicio o producto en particular, y eliminar las opiniones negativas (si las hubiese) y convirtiéndolas en positivas. Sin embargo, es importante no atacar ni tratar de ocultar las opiniones negativas a través de medios engañosos, ya que es probable que esto tenga un efecto negativo en general sobre la marca. Una estrategia mejor es responder a las quejas con información y una actitud de disculpa, cultivando críticas positivas posteriores. 

### Marketing de medios sociales
El marketing en redes sociales utiliza plataformas de redes sociales para crear y fomentar comunidades y relaciones. El marketing en redes sociales se centra en crear contenido que llame la atención y aliente a los lectores a compartir contenido con sus redes sociales. Los mensajes sociales son a menudo efectivos porque provienen generalmente de una fuente confiable de terceros, en lugar de la propia marca. 
Comprender qué herramientas están disponibles y cómo utilizarlas de manera efectiva es clave para el éxito en el marketing en redes sociales. Algunas de estas herramientas incluyen: 
1. Gestión de contenidos en redes sociales
2. Publicación y programación de redes sociales
3. Monitoreo de redes sociales
4. Agregación social
5. Marcadores sociales y etiquetado
6. Análisis social e informes
7. Automatización
8. Validación

### Gestión de redes sociales
Muchas de las herramientas enumeradas anteriormente a menudo se encuentran en un sistema de gestión de redes sociales. Este es un conjunto de procedimientos utilizados para administrar el flujo de trabajo en un entorno de redes sociales dispares. Estos procedimientos pueden ser manuales o automatizados y permiten al gerente (o equipo de administración) escuchar, agregar, publicar en y administrar múltiples canales de medios sociales desde una herramienta.
Las características comunes de un sistema de administración de redes sociales incluyen el control de acceso, bibliotecas de contenido, publicación y programación, flujo de trabajo, agregación, funciones de escucha, sentimiento, análisis y archivo. A Jeremiah Owyang a menudo se le atribuye la definición de este término mientras trabajaba en Altimeter Group, ahora parte del Prophet . [cita requerida]